# Undervattenskanjon
Undervattenskanjon är en kanjonartad dal i havsbotten på kontinentalsockeln och ibland ut över kontinentalbranten. En del av dessa förefaller vara förlängningar av nutida floder och anses ha bildats när havsytan var avsevärt lägre än i våra dagar. Andra antas vara bildade av slamströmmar, som eroderat kraftigt i havsbotten.

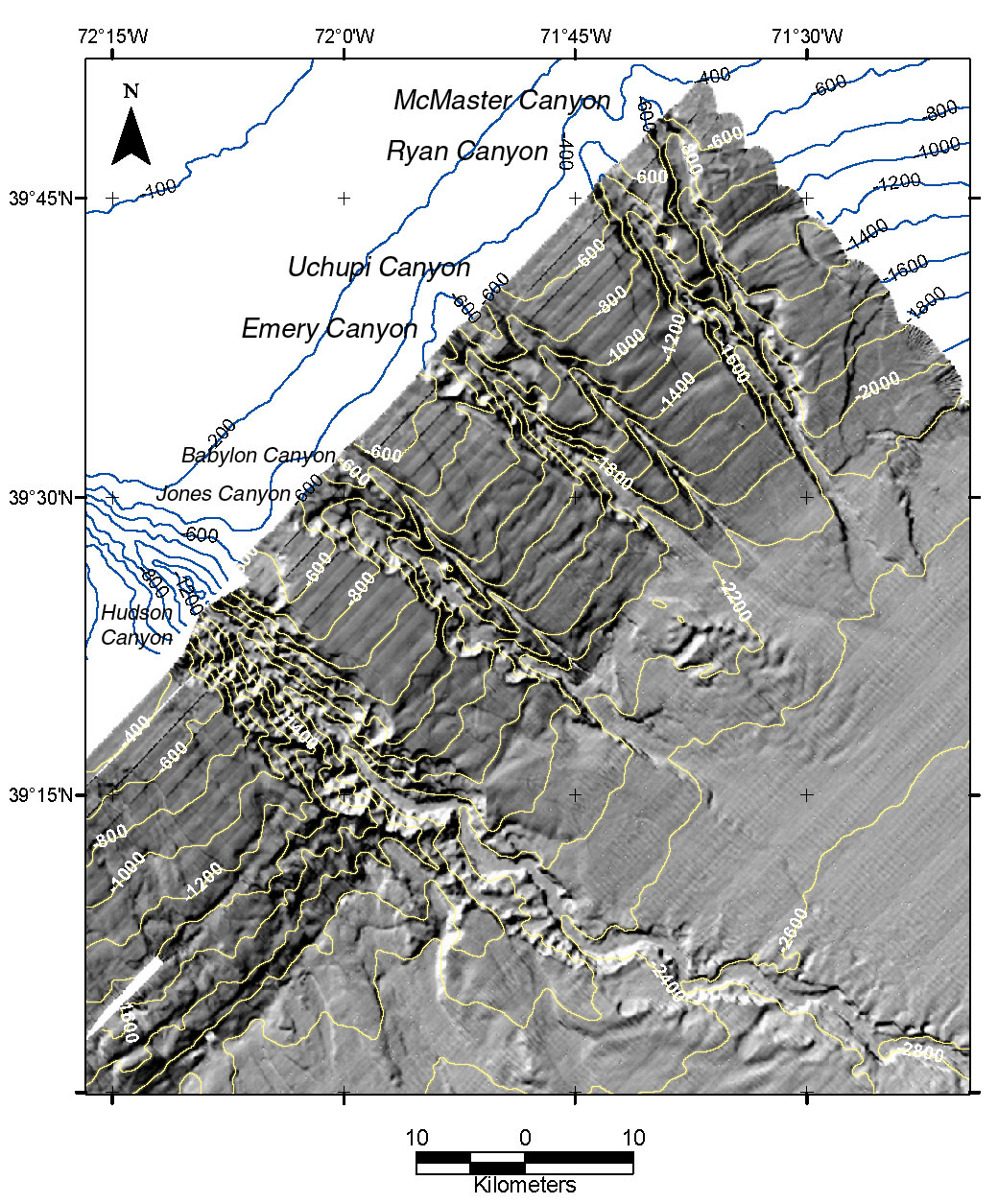
Skuggad reliefbild av sju undervattenskanjoner avbildade på kontinentalsluttningen utanför New York, med hjälp av multibeam ekolodsdata; Hudson Canyon längst till vänster.

## Egenskaper
En undervattenskanjon är en dal som har nästan vertikala väggar, och ibland har vägghöjder på upp till 5 km, från kanjonens botten till övre kanten, som t. ex. den stora Bahama Canyon. Liksom kajonerna på land fungerar som kanaler för vattenflödet över land, så det är allmänt ansett att undervattenskanjoner fungerar som kanaler för flödet av grumliga strömmar över havsbotten. Dessa strömmar är flöden av det med relativt tunga sediment lastade vatten som genereras av floder, bäckar, jordskred under vatten, jordbävningar och andra markstörningar. Dessa tyngre vatten tenderar att sjunka nedåt över sluttande mark, på ett sätt som liknar en flod ovan havsytan, eftersom de söker lugnare vatten på en djuphavsslätt, där partiklarna av grumlighet slutligen kan sedimentera ut.
Det enda som nästan alla undervattenskanjoner har gemensamt är formen för deras anslutningspunkt. Nästan alla undervattenskanjoner slutar vid  djuphavsslätten, på ca 2 km djup eller mer. Ca 3% av undervattenskanjonerna omfattar dalar som har skurits i tvärled, över hela kontinentalsockeln, och som börjar med sin uppströmsände i linje med och ganska nära mynningen av stora floder, såsom Hudson Canyon. En större andel (28,5%) av undervattenskanjoner har endast lyckats skära sig ned delvis över sina kontinentalsocklar, och 68,5% av undervattenskanjoner har inte alls lyckats att skära kraftigt ner i sina kontinentalsocklar.
Många kanjoner har hittats på större djup än 2 km under havsytan. Vissa kan sträcka sig ut genom havet över kontinentalsockeln i hundratals kilometer innan de når djuphavsslätten. Forntida exempel har hittats i stenar som går tillbaka till neoproterozoikum. Turbiditer bildas ofta vid nedre mynningen eller änden av undervattenskajonen.

## Exempel
- Avilés Canyon, den djupaste undervattenskanjonen i världen, södra Biscayabukten, Spanien. Upp till 4750 m under havsytan.
- Amazon Canyon, som sträcker sig från Amazonfloden.
- Baltimore och Wilmington Canyons, östkusten av Maryland och Delaware.
- Bering Canyon, i Berings hav.
- Kongo Canyon, den största flodkanjonen, som sträcker sig från Kongofloden, är 800 km lång och 1200 m djup.
- Hudson Canyon, som sträcker sig från Hudson River.
- Ganges Canyon, som sträcker sig från Ganges.
- Indus Canyon, som sträcker sig från Indus.
- Kaikoura Canyon, som sträcker sig till havs från Kaikourahalvön, Nya Zeeland.
- La Jolla och Scripps Canyon, utanför La Jolla, södra Kalifornien.
- Monterey Canyon, utanför centrala Kalifornien.
- Pribilof Canyon, i Berings hav.
- Whittard Canyon, Atlanten utanför sydvästra Irland.
- Zhemchug Canyon den största undervattenskanjonen i världen, i Berings hav.